# Rubén Darío Otálvaro
Rubén Darío Otálvaro Sepúlveda escritor, fotógrafo, cinéfilo colombiano.
Magíster en Literatura. Profesor-investigador de Literatura en la Universidad de Córdoba, Montería, Colombia.

## Obras publicadas
- En el país de los Zenúes (1991)
- Nuestro Artista Mayor (Homenaje a Guillermo Valencia Salgado) (1992)
- La Tradición Oral como fuente temática en la literatura del Sinú (1993)
- Un Conejito Blanco sobre la Luna (1995)
- A la orilla del río y otros cuentos (1998)
- "Cuando el alma se asoma al rostro" (2003)
- "Antología del cuento corto del Caribe colombiano"(2008)
- "Tempus fugit" (Minificciones) (2010)
- "YO, Raúl" (Sujeto lírico, espacio poético e intertextualidad en la poesía de Gómez Jattin (2011)
- "Ellas escriben en el Caribe" (Antología de mujeres poetas)(2012)

+  "Poemas del primer amor" (2013)
- Datos: Q9071014